# Richard Ayoade
Richard Ellef Ayoade (Londres, 23 de maio de 1977) é um comediante, ator, diretor, roteirista e apresentador britânico mais conhecido pelos seus papéis de Dean Learner em Garth Marenghi's Darkplace e Maurice Moss em The IT Crowd. É ainda capitão de uma das equipes no programa Was It Something I Said? e apresentador do programa Gadget Man, tendo substituído Stephen Fry após a primeira temporada. Ayoade realizou os filmes Submarine, produzido por Ben Stiller e The Double, protagonizado por Jesse Eisenberg. Realizou ainda vídeoclips de bandas como Artic Monkeys, Vampire Weekend, Yeah Yeah Yeahs e Kasabian.

## Biografia
Richard Ayoade nasceu em Hammersmith, Londres. O seu pai, Layide Ade Laditi Ayoade, é nigeriano e a sua mãe, Dagny Amalie (apelido de solteira: Baassuik), é norueguesa. A família mudou-se para Ipswich, Suffolk quando Richard era criança.
Richard estudou Direito na St Catharine's College da Universidade de Cambridge. Entre 1997 e 1998 foi presidente do grupo de comédia Footlights. Richard escolheu este curso e universidade porque, segundo ele, os seus pais não tinham crescido no Reino Unido e as únicas universidades de que tinham ouvido falar eram Cambridge e Oxford e não queriam que o seu filho estudasse algo que não tivesse uma utilidade real. Richard afirma que uma carreira em Direito já não lhe é viável e que, se quisesse exercer alguma profissão nessa área, teria de voltar "à estaca zero".
Richard conheceu e tornou-se amigo do comediante John Oliver enquanto frequentava a universidade e este foi o seu vice-presidente no grupo de comédia Footlights. Os dois participaram em várias produções juntos, incluindo nos espetáculos Emotional Baggage e Between a Rock and a Hard Place, que partiram em digressão em 1997 e 1998. Através do grupo conheceu ainda David Mitchell.
Richard é casado com a atriz Lydia Fox desde 2007. O casal tem três filhos.

## Carreira
Quando estava no grupo de comédia Footlights na Universidade de Cambridge, Richard Ayoade escreveu e participou em várias peças. Ele e o vice-presidente dos Footlights na altura, John Oliver, escreveram duas pantomimas juntos: Sleeping Beauty e Grimm Fairy Tales. Richard entrou nos dois espetáculos que os Footlights levaram em digressão em 1997 e 1998: Emotial Baggage e Between a Rock and a Hard Place.
Richard escreveu a peça Garth Mareghi's Fright Knight com Matthew Holness, um dos seus colegas dos Footlights. A peça foi incluída no programa do Festival Fringe em 2000 onde foi nomeada para um prémio Perrier. Em 2001 Richard venceu o Perrier Comedy Award pela sequela de Fright Knight, Garth Marenghi's Netherhead.
Em 2004, Richard Ayoade e Matthew Holness levaram a personagem de Garth Marenghi para o Channel 4 e criaram a série de comédia Garth Maremghi's Darkplace. Richard realizou todos os episódios e fez o papel de Dean Learner.
The IT Crowd, série do Channel 4 que estreou em 2006, foi o seu primeiro trabalho de maior reconhecimento. Richard Ayoade interpreta o papel de Maurice Moss, um técnico de informática brilhante, mas que não se consegue adaptar a situações sociais. Em 2008, o ator venceu o prémio de melhor ator numa série de comédia no festival de televisão de Monte Carlo por este papel. Em 2009 Richard participou no episódio piloto do que seria uma versão americana de The IT Crowd com Joel McHale, mas que acabou por não ser encomendada. O seu papel neste piloto era o mesmo da versão original.
Em 2010 foi lançado o filme que marcou a estreia de Richard Ayoade como realizador de cinema: Submarine. O filme é uma adaptação do romance homónimo de 2008 do escritor Joe Dunthorne e é protagonizado por Craig Roberts e Yasmin Paige. Submarine foi produzido pela Warp Films e pela Film 4 e Alex Turner, vocalista da banda Arctic Monkeys, contribuiu com cinco músicas originais para a banda sonora.
O filme estreou no 35º festival de cinema de Toronto em setembro de 2010. As críticas foram maioritariamente positivas e a Weinstein Company adquiriu os direitos para distribuir o filme na América do Norte. O filme passou ainda pelo 54º festival de cinema de Londres em outubro de 2010, no 27º festival de cinema de Sundance e no festival de cinema de Berlim. Em 2011, Submarine venceu nos London Awards for Art and Perforance e Richard Ayoade foi nomeado para os BAFTA na categoria de Melhor Estreia de um Argumentista, Realizador ou Produtor Britânico nesse ano. Em 2011, Richard realizou um dos episódios mais elogiados da série de comédia Community, "Critical Film Studies", onde é feita uma paródia do filme My Dinner with Andre.
Richard Ayoade é ainda reconhecido pelo seu trabalho na realização de videoclips. Já trabalhou com bandas como os Arctic Monkeys ("Fluorescent Adolescent", "Crying Lightning" e "Cornerstone"), Super Furry Animals ("Run Away"), Last Shadow Puppets ("Standing Next to Me" e "My Mistakes Were Made For You"), Vampire Weekend ("Oxford Comma" e "Cape Cod Kwassa Kwassa"), Kasabian ("Vlad the Impaler") e Yeah Yeah Yeahs ("Heads Will Roll"). Em 2007 realizou o DVD ao vivo dos Arctic Monkeys, "At the Apollo", que foi gravado no Manchester Apollo. O concerto passou pelos cinema Vue no Reino Unido em outubro de 2008. O DVD foi lançado no mês seguinte e venceu o prémio de "Melhor DVD" nos NME Awards.
Em 2014 estreou o segundo filme realizado por Ayoade, The Double, que conta com Jesse Eisenberg e Mia Wasikowska nos principais papéis.
Quanto ao seu trabalho de representação no cinema, Richard Ayoade é mais conhecido pelo seu papel de Jamarcus no filme The Watch de 2012 e pelo seu trabalho de dobragem em filmes como The Boxtrolls, The Lego Movie 2 e Soul. Em 2021, Richard recebeu uma nomeação para os British Independent Film Awards pelo seu papel de Patrick no filme The Souvenir Part II. No mesmo ano, teve um papel no filme The Electrical Life of Louis Wain, protegonizado por Benedict Cumberbatch e Claire Foy.

## Filmografia

### Televisão
| Ano             | Nome                                   | Personagem                           | Notas                                               |
| --------------- | -------------------------------------- | ------------------------------------ | --------------------------------------------------- |
| 2003-2007       | The Mighty Boosh                       | Saboo                                | 5 episódios. Roteirista de 1 episódio               |
| 2004            | Garth Marenghi's Darkplace             | Dean Learner / Thornton Reed         | Também foi roteirista e diretor                     |
| 2005            | Nathan Barley                          | Ned Smanks                           |                                                     |
| 2006            | Man to Man with Dean Learner           | Dean Learner                         | Também foi Roteirista, diretor e produtor executivo |
| 2006            | Time Trumpet                           | Ele próprio                          |                                                     |
| 2006            | Snuff Box                              | Music show host                      | 2 episódios                                         |
| 2006            | The Big Fat Anniversary Quiz           | Na equipe de David Mitchell          |                                                     |
| 2006–2010, 2013 | The IT Crowd                           | Maurice Moss                         |                                                     |
| 2010            | The Big Fat Quiz of the Year           | Na equipe de Noel Fielding           | Programa de 2010                                    |
| 2011            | Community                              |                                      | Diretor do episódio Critical Film Studies           |
| 2012            | Noel Fielding's Luxury Comedy          | City Gent                            |                                                     |
| 2012            | Full English                           | Edgar                                | Voz                                                 |
| 2012            | Never Mind the Buzzcocks               | Apresentador                         | Temporada 26, episódio 7                            |
| 2012            | The Big Fat Quiz of the Year           | Na equipe de Gabby Logan             | Programa de 2012                                    |
| 2012            | The Big Fat Quiz of the 00's           | Na equipe de Noel Fielding           |                                                     |
| 2013            | Strange Hill High                      | Templeton                            | Voz                                                 |
| 2013            | Gadget Man                             | Apresentador                         |                                                     |
| 2013            | Was It Something I Said?               | Capitão da equipe                    |                                                     |
| 2013            | The Big Fat Quiz of the Year           | Na equipe de Noel Fielding           | Programa de 2013                                    |
| 2013            | The Big Fat Quiz of the '90s           | Na equipe de Bob Mortimer            |                                                     |
| 2015            | Travel Man                             | Apresentador                         | 4 episódios                                         |
| 2015            | The Vicar of Dibley                    | Bernard                              | Episódio: "The Bishop of Dibley"                    |
| 2015            | Danger Mouse                           | The Snowman (voz)                    | 2 episódios                                         |
| 2015–2019       | Travel Man                             | Ele próprio (apresentador)           | 39 episódios                                        |
| 2017–2018       | Neo Yokio                              | Várias personagens                   | Voz 4 episódios                                     |
| 2017–2020       | The Crystal Maze                       | Ele próprio (apresentador)           | 45 episódios                                        |
| 2017–presente   | Have I Got News for You                | Ele próprio (apresentador convidado) | 6 episódios                                         |
| 2018–present    | Apple & Onion                          | Onion                                | Voz                                                 |
| 2019            | Moominvalley                           | The Ghost                            | Voz 2 episódios                                     |
| 2019–2020       | The Mandalorian                        | Q9-0                                 | Voz 2 episódios                                     |
| 2020–2021       | Hypothetical                           | Ele próprio (membro de equipa)       | 2 episódios                                         |
| 2020            | 2020 British Academy Television Awards | Ele próprio (apresentador)           | Especial de televisão                               |
| 2021            | Disenchantment                         | Gordy / Alva Gunderson               | Voz 4 episódios                                     |
| 2021            | Code 404                               | B.R.I.A.N.                           | Voz 3 episodes                                      |
| 2021            | Question Team                          | Ele próprio (apresentador)           | 8 episódios                                         |

### Cinema
| Ano  | Nome                                | Personagem            | Notas                                   |
| ---- | ----------------------------------- | --------------------- | --------------------------------------- |
| 2003 | Hello Friend                        | Computer man          | Curta-metragem                          |
| 2004 | The Life and Death of Peter Sellers | Wedding photographer  |                                         |
| 2004 | AD/BC: A Rock Opera                 | Joseph                | Também foi escritor e roteirista        |
| 2005 | Festival                            | Dwight Swan           |                                         |
| 2009 | Bunny and the Bull                  | Museum curator        |                                         |
| 2010 | Submarine                           |                       | Roteirista e diretor                    |
| 2012 | The Watch                           | Jamarcus              |                                         |
| 2013 | The Double                          |                       | Roteirista e diretor                    |
| 2014 | The Boxtrolls                       | Mr. Pickles           | Voz                                     |
| 2017 | Paddington 2                        | Forensic Investigator | Voz                                     |
| 2018 | Early Man                           | Treebor               | Voz                                     |
| 2019 | The Lego Movie 2: The Second Part   | Ice Cream Cone        | Voz                                     |
| 2019 | The Souvenir                        | Patrick               |                                         |
| 2020 | Soul                                | Counselor Jerry B     | Voz                                     |
| 2021 | 22 vs. Earth                        | Counselor Jerry B     | Voz Curta-metragem                      |
| 2021 | The Souvenir Part II                | Patrick               | Nomeação—BIFA de Melhor Ator Secundário |
| 2021 | The Electrical Life of Louis Wain   | Henry Wood            |                                         |
| 2022 | The Bad Guys                        | Professor Marmalade   | Voz                                     |
| 2023 | The Wonderful Story of Henry Sugar  | Dr. Marshall          |                                         |

### Videoclips realizados
| Year | Artist                  | Song                                                              |
| ---- | ----------------------- | ----------------------------------------------------------------- |
| 2007 | Arctic Monkeys          | "Fluorescent Adolescent"                                          |
| 2007 | Super Furry Animals     | "Run Away"                                                        |
| 2008 | Vampire Weekend         | "Oxford Comma"                                                    |
| 2008 | The Last Shadow Puppets | "Standing Next to Me"                                             |
| 2008 | The Last Shadow Puppets | "My Mistakes Were Made for You"                                   |
| 2008 | Vampire Weekend         | "Cape Cod Kwassa Kwassa"                                          |
| 2009 | Kasabian                | "Vlad the Impaler"                                                |
| 2009 | Arctic Monkeys          | "Crying Lightning"                                                |
| 2009 | Arctic Monkeys          | "Cornerstone"                                                     |
| 2009 | Yeah Yeah Yeahs         | "Heads Will Roll"                                                 |
| 2016 | Radiohead               | "Tinker Tailor Soldier Sailor Rich Man Poor Man Beggar Man Thief" |
| 2018 | The Breeders            | "Spacewoman"                                                      |

### Outros trabalhos
| Ano  | Nome                           | Função               | Notas                                          |
| ---- | ------------------------------ | -------------------- | ---------------------------------------------- |
| 2000 | Bruiser                        | Roteirista           | Série de comédia                               |
| 2000 | Smack the Pony                 | Roteirista           | Série de comédia. Episódio 2.2                 |
| 2000 | Movie Babylon                  | Roteirista           | Telefilme                                      |
| 2004 | AD/BC: A Rock Opera            | Roteirista           | Telefilme                                      |
| 2004 | Garth Marenghi's Darkplace     | Diretor e Roteirista | Minissérie de comédia                          |
| 2006 | Horrificata Illuminata         | Diretor e Roteirista | Curta-metragem                                 |
| 2006 | Darkplace Illuminatum          | Diretor e Roteirista | Curta-metragem                                 |
| 2006 | Man to Man with Dean Learner   | Diretor e Roteirista | Minissérie de comédia                          |
| 2007 | Comic Relief 2007: The Big One | Roteirista           | Especial de comédia                            |
| 2007 | The Mighty Boosh               | Roteirista           | Série de comédia. Episódio "The Chokes"        |
| 2008 | At the Apollo                  | Diretor              | Concerto dos Arctic Monkeys                    |
| 2011 | Crooked Man                    | Diretor              | Espetáculo de stand-up comedy de Tommy Tiernan |
| 2011 | Community                      | Diretor              | Episódio "Critical Film Studies"               |
| 2019 | Travel Man: 48 Hours in...     | Roteirista           | Episódios "Dubrovnik" e "Bergen"               |